# Großer Preis von Italien 1973
Der Große Preis von Italien 1973 (offiziell 44º Gran Premio d’Italia) fand am 9. September auf dem Autodromo Nazionale di Monza in Monza statt und war das dreizehnte Rennen der Automobil-Weltmeisterschaft 1973.

## Berichte

### Hintergrund
Zum Heim-Grand-Prix kehrte Ferrari als Zwei-Wagen-Team ins Starterfeld zurück, indem man Jacky Ickx noch für dieses eine Rennen unter Vertrag nahm. Zudem konnte Niki Lauda nach seiner verletzungsbedingten Pause wieder für B.R.M. an den Start gehen.
Sowohl das March-Werksteam mit Fahrer Jean-Pierre Jarier als auch das Team Tecno mit Stammpilot Chris Amon entschieden sich gegen eine Teilnahme am Rennwochenende, da sie davon überzeugt waren, ohnehin nicht konkurrenzfähig zu sein.

### Training
James Hunt verunglückte während des Trainings schwer. Er hatte zwar zuvor eine Rundenzeit erzielt, die für die Qualifikation gereicht hätte, musste jedoch infolge des Unfalls auf den Start verzichten.
Neben Ronnie Peterson, der sich bereits zum siebten Mal in dieser Saison die Pole-Position gesichert hatte, qualifizierte sich McLaren-Pilot Peter Revson für die erste Startreihe. In der Reihe dahinter starteten die Teamkollegen der beiden, nämlich Denis Hulme und Emerson Fittipaldi. Carlos Pace teilte sich die dritte Reihe mit WM-Favorit Jackie Stewart.

### Rennen
Peterson ging in Führung vor Fittipaldi, Hulme, Stewart und Revson. Zur großen Enttäuschung der Zuschauer schied der Lokalmatador Arturo Merzario im Ferrari bereits nach der zweiten Runde wegen eines Fahrfehlers aus. Er hatte sich durch zu hartes Überfahren der Curbs eine Radaufhängung beschädigt. Wenig später musste Hulme wegen eines ähnlichen Problems einen Boxenstopp einlegen, ebenso wie Stewart, der allerdings wegen eines Plattfußes zum Reifenwechsel musste. Dadurch kam Revson auf den dritten Rang. Die Reihenfolge der drei Podiumsplatzierten änderte sich daraufhin bis ins Ziel nicht mehr.
Stewart sorgte mit einer beeindruckenden Aufholjagd für Aufsehen. Am Ende erreichte er den vierten Platz. Dies ermöglichte ihm den vorzeitigen Gewinn der Fahrer-Weltmeisterschaft, da Peterson vor seinem Teamkollegen Fittipaldi gewonnen hatte und dieser nun nicht mehr die Möglichkeit hatte, Stewarts Punktevorsprung in den verbleibenden zwei Rennen aufzuholen. Die Freude des Lotus-Teams über den ersten Doppelsieg seit dem Großen Preis von Südafrika 1968 war dementsprechend gering.

## Meldeliste
| Team                           | Nr. | Fahrer               | Chassis          | Motor                    | Reifen |
| ------------------------------ | --- | -------------------- | ---------------- | ------------------------ | ------ |
| John Player Team Lotus         | 01  | Emerson Fittipaldi   | Lotus 72E        | Ford Cosworth DFV 3.0 V8 | G      |
| John Player Team Lotus         | 02  | Ronnie Peterson      | Lotus 72E        | Ford Cosworth DFV 3.0 V8 | G      |
| Scuderia Ferrari SpA SEFAC     | 03  | Jacky Ickx           | Ferrari 312B3    | Ferrari 001/11 3.0 F12   | G      |
| Scuderia Ferrari SpA SEFAC     | 04  | Arturo Merzario      | Ferrari 312B3    | Ferrari 001/11 3.0 F12   | G      |
| Elf Team Tyrrell               | 05  | Jackie Stewart       | Tyrrell 006      | Ford Cosworth DFV 3.0 V8 | G      |
| Elf Team Tyrrell               | 06  | François Cevert      | Tyrrell 006      | Ford Cosworth DFV 3.0 V8 | G      |
| Yardley Team McLaren           | 07  | Denis Hulme          | McLaren M23      | Ford Cosworth DFV 3.0 V8 | G      |
| Yardley Team McLaren           | 08  | Peter Revson         | McLaren M23      | Ford Cosworth DFV 3.0 V8 | G      |
| Ceramica Pagnossin Team        | 09  | Rolf Stommelen       | Brabham BT42     | Ford Cosworth DFV 3.0 V8 | G      |
| Motor Racing Developments      | 10  | Carlos Reutemann     | Brabham BT42     | Ford Cosworth DFV 3.0 V8 | G      |
| Motor Racing Developments      | 11  | Wilson Fittipaldi    | Brabham BT42     | Ford Cosworth DFV 3.0 V8 | G      |
| Embassy Racing                 | 12  | Graham Hill          | Shadow DN1       | Ford Cosworth DFV 3.0 V8 | G      |
| Clarke-Mordaunt-Guthrie Racing | 15  | Mike Beuttler        | March 731        | Ford Cosworth DFV 3.0 V8 | G      |
| UOP Shadow Racing Team         | 16  | George Follmer       | Shadow DN1       | Ford Cosworth DFV 3.0 V8 | G      |
| UOP Shadow Racing Team         | 17  | Jackie Oliver        | Shadow DN1       | Ford Cosworth DFV 3.0 V8 | G      |
| Marlboro B.R.M.                | 19  | Clay Regazzoni       | BRM P160E        | BRM P142 3.0 V12         | F      |
| Marlboro B.R.M.                | 20  | Jean-Pierre Beltoise | BRM P160E        | BRM P142 3.0 V12         | F      |
| Marlboro B.R.M.                | 21  | Niki Lauda           | BRM P160E        | BRM P142 3.0 V12         | F      |
| Brooke Bond Oxo Team Surtees   | 23  | Mike Hailwood        | Surtees TS14A    | Ford Cosworth DFV 3.0 V8 | F      |
| Brooke Bond Oxo Team Surtees   | 24  | Carlos Pace          | Surtees TS14A    | Ford Cosworth DFV 3.0 V8 | F      |
| Frank Williams Racing Cars     | 25  | Howden Ganley        | Iso-Marlboro IR2 | Ford Cosworth DFV 3.0 V8 | F      |
| Frank Williams Racing Cars     | 26  | Gijs van Lennep      | Iso-Marlboro IR1 | Ford Cosworth DFV 3.0 V8 | F      |
| Hesketh Racing                 | 27  | James Hunt           | March 731        | Ford Cosworth DFV 3.0 V8 | G      |
| Team Ensign                    | 28  | Rikky von Opel       | Ensign N173      | Ford Cosworth DFV 3.0 V8 | F      |
| LEC Refrigeration Racing       | 29  | David Purley         | March 731        | Ford Cosworth DFV 3.0 V8 | G      |

## Klassifikationen

### Startaufstellung
| Pos. | Fahrer               | Konstrukteur | Zeit    | Ø-Geschwindigkeit | Start |
| ---- | -------------------- | ------------ | ------- | ----------------- | ----- |
| 01   | Ronnie Peterson      | Lotus-Ford   | 1:34,80 | 219,304 km/h      | 01    |
| 02   | Peter Revson         | McLaren-Ford | 1:35,29 | 218,176 km/h      | 02    |
| 03   | Denis Hulme          | McLaren-Ford | 1:35,45 | 217,810 km/h      | 03    |
| 04   | Emerson Fittipaldi   | Lotus-Ford   | 1:35,68 | 217,287 km/h      | 04    |
| 05   | Carlos Pace          | Surtees-Ford | 1:36,06 | 216,427 km/h      | 05    |
| 06   | Jackie Stewart       | Tyrrell-Ford | 1:36,10 | 216,337 km/h      | 06    |
| 07   | Arturo Merzario      | Ferrari      | 1:36,37 | 215,731 km/h      | 07    |
| 08   | Mike Hailwood        | Surtees-Ford | 1:36,44 | 215,574 km/h      | 08    |
| 09   | Rolf Stommelen       | Brabham-Ford | 1:36,54 | 215,351 km/h      | 09    |
| 10   | Carlos Reutemann     | Brabham-Ford | 1:36,55 | 215,329 km/h      | 10    |
| 11   | François Cevert      | Tyrrell-Ford | 1:36,58 | 215,262 km/h      | 11    |
| 12   | Mike Beuttler        | March-Ford   | 1:36,67 | 215,062 km/h      | 12    |
| 13   | Jean-Pierre Beltoise | B.R.M.       | 1:36,88 | 214,595 km/h      | 13    |
| 14   | Jacky Ickx           | Ferrari      | 1:36,99 | 214,352 km/h      | 14    |
| 15   | Niki Lauda           | B.R.M.       | 1:37,26 | 213,757 km/h      | 15    |
| 16   | Wilson Fittipaldi    | Brabham-Ford | 1:37,30 | 213,669 km/h      | 16    |
| 17   | Rikky von Opel       | Ensign-Ford  | 1:37,40 | 213,450 km/h      | 17    |
| 18   | Clay Regazzoni       | B.R.M.       | 1:37,58 | 213,056 km/h      | 18    |
| 19   | Jackie Oliver        | Shadow-Ford  | 1:37,81 | 212,555 km/h      | 19    |
| 20   | Howden Ganley        | Iso-Ford     | 1:38,13 | 211,862 km/h      | 20    |
| 21   | George Follmer       | Shadow-Ford  | 1:38,66 | 210,724 km/h      | 21    |
| 22   | Graham Hill          | Shadow-Ford  | 1:38,88 | 210,255 km/h      | 22    |
| 23   | Gijs van Lennep      | Iso-Ford     | 1:39,24 | 209,492 km/h      | 23    |
| 24   | David Purley         | March-Ford   | 1:39,28 | 209,408 km/h      | 24    |
| 25   | James Hunt           | March-Ford   | 1:39,82 | 208,275 km/h      | DNS   |

### Rennen
| Pos. | Fahrer               | Konstrukteur | Runden | Stopps | Zeit       | Start | Schnellste Runde |
| ---- | -------------------- | ------------ | ------ | ------ | ---------- | ----- | ---------------- |
| 01   | Ronnie Peterson      | Lotus-Ford   | 55     | 0      | 1:29:17,0  | 01    |                  |
| 02   | Emerson Fittipaldi   | Lotus-Ford   | 55     | 0      | + 0,8      | 04    |                  |
| 03   | Peter Revson         | McLaren-Ford | 55     | 0      | + 28,8     | 02    |                  |
| 04   | Jackie Stewart       | Tyrrell-Ford | 55     | 1      | + 33,2     | 06    | 1:35,3           |
| 05   | François Cevert      | Tyrrell-Ford | 55     | 0      | + 46,2     | 11    |                  |
| 06   | Carlos Reutemann     | Brabham-Ford | 55     | 0      | + 59,8     | 10    |                  |
| 07   | Mike Hailwood        | Surtees-Ford | 55     | 0      | + 1:28,7   | 08    |                  |
| 08   | Jacky Ickx           | Ferrari      | 54     | 0      | + 1 Runde  | 14    |                  |
| 09   | David Purley         | March-Ford   | 54     | 0      | + 1 Runde  | 24    |                  |
| 10   | George Follmer       | Shadow-Ford  | 54     | 0      | + 1 Runde  | 21    |                  |
| 11   | Jackie Oliver        | Shadow-Ford  | 54     | 0      | + 1 Runde  | 19    |                  |
| 12   | Rolf Stommelen       | Brabham-Ford | 54     | 1      | + 1 Runde  | 09    |                  |
| 13   | Jean-Pierre Beltoise | B.R.M.       | 54     | 1      | + 1 Runde  | 13    |                  |
| 14   | Graham Hill          | Shadow-Ford  | 54     | 0      | + 1 Runde  | 22    |                  |
| 15   | Denis Hulme          | McLaren-Ford | 53     | 1      | + 2 Runden | 03    |                  |
| –    | Howden Ganley        | Iso-Ford     | 44     | 1      | NC         | 20    |                  |
| –    | Mike Beuttler        | March-Ford   | 34     | 0      | DNF        | 12    |                  |
| –    | Niki Lauda           | B.R.M.       | 33     | 1      | DNF        | 15    |                  |
| –    | Clay Regazzoni       | B.R.M.       | 30     | 0      | DNF        | 18    |                  |
| –    | Carlos Pace          | Surtees-Ford | 17     | 0      | DNF        | 05    |                  |
| –    | Gijs van Lennep      | Iso-Ford     | 14     | 0      | DNF        | 23    |                  |
| –    | Rikky von Opel       | Ensign-Ford  | 10     | 0      | DNF        | 17    |                  |
| –    | Wilson Fittipaldi    | Brabham-Ford | 6      | 0      | DNF        | 16    |                  |
| –    | Arturo Merzario      | Ferrari      | 2      | 0      | DNF        | 07    |                  |

## WM-Stände nach dem Rennen
Die ersten sechs des Rennens bekamen 9, 6, 4, 3, 2 bzw. 1 Punkt(e). In der Konstrukteurswertung zählten nur die Punkte des bestplatzierten Fahrers eines Teams. Es zählten nur die besten sieben Ergebnisse aus den ersten acht Rennen und die besten sechs aus den letzten sieben Rennen. Streichresultate sind in Klammern gesetzt.

### Fahrerwertung
| Pos. | Fahrer               | Konstrukteur                | Punkte |
| ---- | -------------------- | --------------------------- | ------ |
| 01   | Jackie Stewart       | Tyrrell-Ford                | 69     |
| 02   | Emerson Fittipaldi   | Lotus-Ford                  | 48     |
| 03   | François Cevert      | Tyrrell-Ford                | 47     |
| 04   | Ronnie Peterson      | Lotus-Ford                  | 43     |
| 05   | Peter Revson         | McLaren-Ford                | 27     |
| 06   | Denis Hulme          | McLaren-Ford                | 23     |
| 07   | Carlos Reutemann     | Brabham-Ford                | 12     |
| 08   | Jacky Ickx           | Ferrari / McLaren-Ford      | 11     |
| 09   | James Hunt           | March-Ford                  | 8      |
| 10   | Carlos Pace          | Surtees-Ford                | 7      |
| 11   | Arturo Merzario      | Ferrari                     | 6      |
| 12   | Jean-Pierre Beltoise | B.R.M.                      | 6      |
| 13   | George Follmer       | Shadow-Ford                 | 5      |
| 14   | Wilson Fittipaldi    | Brabham-Ford                | 3      |
| 15   | Andrea de Adamich    | Surtees-Ford / Brabham-Ford | 3      |
| 16   | Niki Lauda           | B.R.M.                      | 2      |
| 17   | Clay Regazzoni       | B.R.M.                      | 2      |
| 18   | Chris Amon           | Tecno                       | 1      |
| 19   | Gijs van Lennep      | Iso-Ford                    | 1      |
| 20   | Mike Beuttler        | March-Ford                  | 0      |

| Pos. | Fahrer             | Konstrukteur | Punkte |
| ---- | ------------------ | ------------ | ------ |
| 21   | Howden Ganley      | Iso-Ford     | 0      |
| 22   | Jochen Mass        | Surtees-Ford | 0      |
| 23   | Mike Hailwood      | Surtees-Ford | 0      |
| 24   | Henri Pescarolo    | March-Ford   | 0      |
| 25   | Jackie Oliver      | Shadow-Ford  | 0      |
| 26   | Nanni Galli        | Iso-Ford     | 0      |
| 27   | Jody Scheckter     | McLaren-Ford | 0      |
| 28   | Graham Hill        | Shadow-Ford  | 0      |
| 29   | David Purley       | March-Ford   | 0      |
| 30   | Rolf Stommelen     | Brabham-Ford | 0      |
| 31   | Luiz Bueno         | Surtees-Ford | 0      |
| 32   | Rikky von Opel     | Ensign-Ford  | 0      |
| –    | Jean-Pierre Jarier | March-Ford   | 0      |
| –    | Eddie Keizan       | Tyrrell-Ford | 0      |
| –    | Jackie Pretorius   | Iso-Ford     | 0      |
| –    | Dave Charlton      | Lotus-Ford   | 0      |
| –    | Reine Wisell       | March-Ford   | 0      |
| –    | John Watson        | Brabham-Ford | 0      |
| –    | Roger Williamson † | March-Ford   | 0      |
| –    | Graham McRae       | Iso-Ford     | 0      |

### Konstrukteurswertung
| Pos. | Konstrukteur | Punkte  |
| ---- | ------------ | ------- |
| 01   | Tyrrell-Ford | 80 (84) |
| 02   | Lotus-Ford   | 77 (81) |
| 03   | McLaren-Ford | 46      |
| 04   | Brabham-Ford | 18      |
| 05   | Ferrari      | 12      |
| 06   | B.R.M.       | 9       |

| Pos. | Konstrukteur | Punkte |
| ---- | ------------ | ------ |
| 07   | March-Ford   | 8      |
| 08   | Surtees-Ford | 7      |
| 09   | Shadow-Ford  | 5      |
| 10   | Tecno        | 1      |
| 11   | Iso-Ford     | 1      |
| 12   | Ensign-Ford  | 0      |